# Pic de Sauvegarde
Le pic de Sauvegarde, pico de Salvaguardia en espagnol, situé dans les Pyrénées, entre l'Espagne et le département de la Haute-Garonne, est un des plus hauts sommets du Haut Luchonnais avec une altitude de 2 736 ou 2 737 m.

## Géographie

### Topographie
Son sommet, ainsi que plus bas le port de Vénasque, offrent une vue remarquable et sans égale sur la face nord du massif de la Maladeta.

## Histoire
Pendant la Révolution française, une jeune religieuse du Sacré-Cœur, poursuivie par des révolutionnaires, mourut d'épuisement et de froid sur ce pic. Toussaint Lézat ayant retrouvé sur les pentes du Sauvegarde un chapelet bleu, le docteur-bibliophile Desbarreaux-Bernard, de Toulouse, prétendit du moins en reconstituer ce récit tragique, qui connut dès lors une grande popularité. Le Sauvegarde est le premier grand pic à connaître une fréquentation touristique, il fut pratiqué dès le XVIIIe siècle par les curistes luchonnais. À la fin du XIXe siècle, le sentier actuel fut aménagé par l'aubergiste du port de Vénasque, Francisco Cabellud, qui y faisait payer un péage d'une peseta par personne.

## Voies d'accès
Le pic de Sauvegarde est accessible depuis le port de Vénasque. Redescendre quelques mètres sur le versant espagnol puis emprunter le sentier sur la droite, légèrement pentu mais sans difficulté majeure. En mai et juin, il faut passer quelques névés.